# Lokomotiva 362
Lokomotiva řady 362 (u stroje 362.001 tovární označení 69Er) je dvousystémová elektrická lokomotiva provozovaná v Česku (České dráhy) a na Slovensku (Železničná spoločnosť Slovensko). Stroje jsou využívány ve vozbě rychlíků a vlaků vyšší kategorie. Lokomotivy řady 362 jsou přezdívány „eso“ či „rychlé eso“.

## Popis
Stroje řady 362 jsou téměř shodné s lokomotivami řady 363. Jedná se o dvoupodvozkové, čtyřnápravové stroje poháněné čtyřmi trakčními motory.
První lokomotiva řady 362 vznikla v roce 1990, kdy byl poslední kus série lokomotiv řady 363 při výrobě osazen novým typem trakčních motorů a převodem pro maximální rychlost 140 km/h (řada 363 má max. rychlost 120 km/h). Tento stroj byl označen jako 362.001 a později po rozdělení státu v roce 1993 připadl slovenským železnicím. ČSD ještě v roce 1991 plánovaly nákup dalších 29 lokomotiv řady 362, kvůli nedostatku financí ale byla zakázka odřeknuta.
Vzhledem k zavádění vlaku kategorií EuroCity a InterCity a s tím spojené modernizaci tratí bylo u Českých drah v letech 1993 a 1994 rekonstruováno devět lokomotiv řady 363 na řadu 362. To bylo docíleno výměnou podvozků mezi stroji řad 363 (max. rychlost 120 km/h) a 162 (max. rychlost 140 km/h). Lokomotivy pak byly nově označeny řadami 362 a 163, u řady 362 s ponecháním původního inventárního čísla. Další vlna stejných rekonstrukcí proběhla u ČD v letech 2000 a 2001 (5 lokomotiv) a 2006 až 2008 (8 strojů). V roce 2009 pak započala rekonstrukce, při které jsou nápravové převodovky vyměňovány za nové, neúčastní se jich tedy lokomotivy řady 162. Lokomotivy jsou dislokovány v DKV Brno a Plzeň.
V roce 2017 byla provedena dočasně poslední rekonstrukce lokomotivy 363.002, nově 362.002. Českým drahám zbyly poslední 4 pomalé stroje – 363.054, 061, 064 a 069 s úpravou pro provoz vratných souprav. První z nich byla přistavena do ČMŽO Přerov k H opravě spojené se změnou řídicího systému Unicontrols za MSV elektronika a zrychlením 18. září 2019. Do konce roku 2020 tímto procesem prošly všechny. 
Železnice Slovenskej republiky přikročily k obdobné přestavbě v roce 1999, do roku 2002 vzniklo na Slovensku dalších 15 strojů řady 362. Lokomotivám původní řady 363 nebyly měněny celé podvozky, ale pouze dvojkolí s převodovkami. Oproti Česku dostaly stroje řady 362 také nová inventární čísla 002–016 navazující na jedinou původní lokomotivu 362.001. Všechny lokomotivy řady 362 jsou na Slovensku dislokovány v Bratislavě.

## Provoz
V jízdním řádu 2024/2025 jsou lokomotivy obvykle nasazovány na:
EuroCity/Intercity:
- Praha hl. n. – Plzeň hl. n. (– Cheb) (Ex6 Západní/Bavorský expres)

EuroNight na trase
- Bohumín – Břeclav (Chopin)

Rychlíky na trasách:
- Ostrava-Svinov – Žilina (Ex1 Kysučan)
- Praha hl. n. – Ústí nad Labem hl. n. – Děčín (R20 Labe)
- České Budějovice – Veselí nad Lužnicí – Tábor – Praha hl. n. (R17 Vltava/Lužnice/Silva Nortica)
- Hodonín – Brno hl. n. (R13 Moravan)
- Šumperk – Brno hl. n. (R12 Bouzov)
- Brno hl. n./Jihlava –  Havlíčkův Brod – Praha-Vršovice (R9 Vysočina)
- Plzeň – České Budějovice – Jihlava – Brno (R11 Rožmberk, v úseku Plzeň – České Budějovice – Jihlava)
- Praha – Plzeň – Klatovy – Železná Ruda (R16 Berounka, v úseku Praha–Klatovy)

Spěšné vlaky na trasách:
- Olomouc–Šumperk
- Rokycany–Klatovy
- Česká Třebová – Letovice
- Ústí n. L. – Chomutov – Kadaň – Klášterec n. O.
- Ústí n. L. – Lovosice (– Roudnice n. L.)
- Praha hl. n. – Tábor

Osobní vlaky na trasách:
- Ústí n. L. západ – Lysá n. L. (U32/S32)
- Děčín – Litvínov (U3)
- Děčín – Ústí n. L. (– Roudnice n. L.) (U54)

## Galerie
- Elektrická lokomotiva řady 362 v čele rychlíku do Brna
- 362.014 pohledem ze stanoviště strojvedoucího a to mezi Popradem – Žilinou

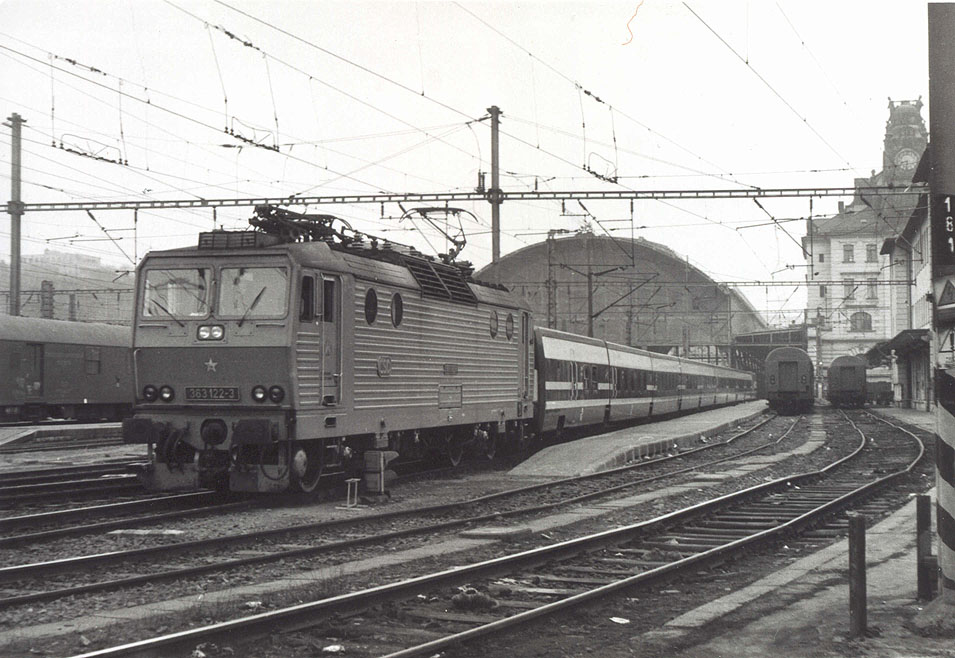
363.122 v původním provedení ...
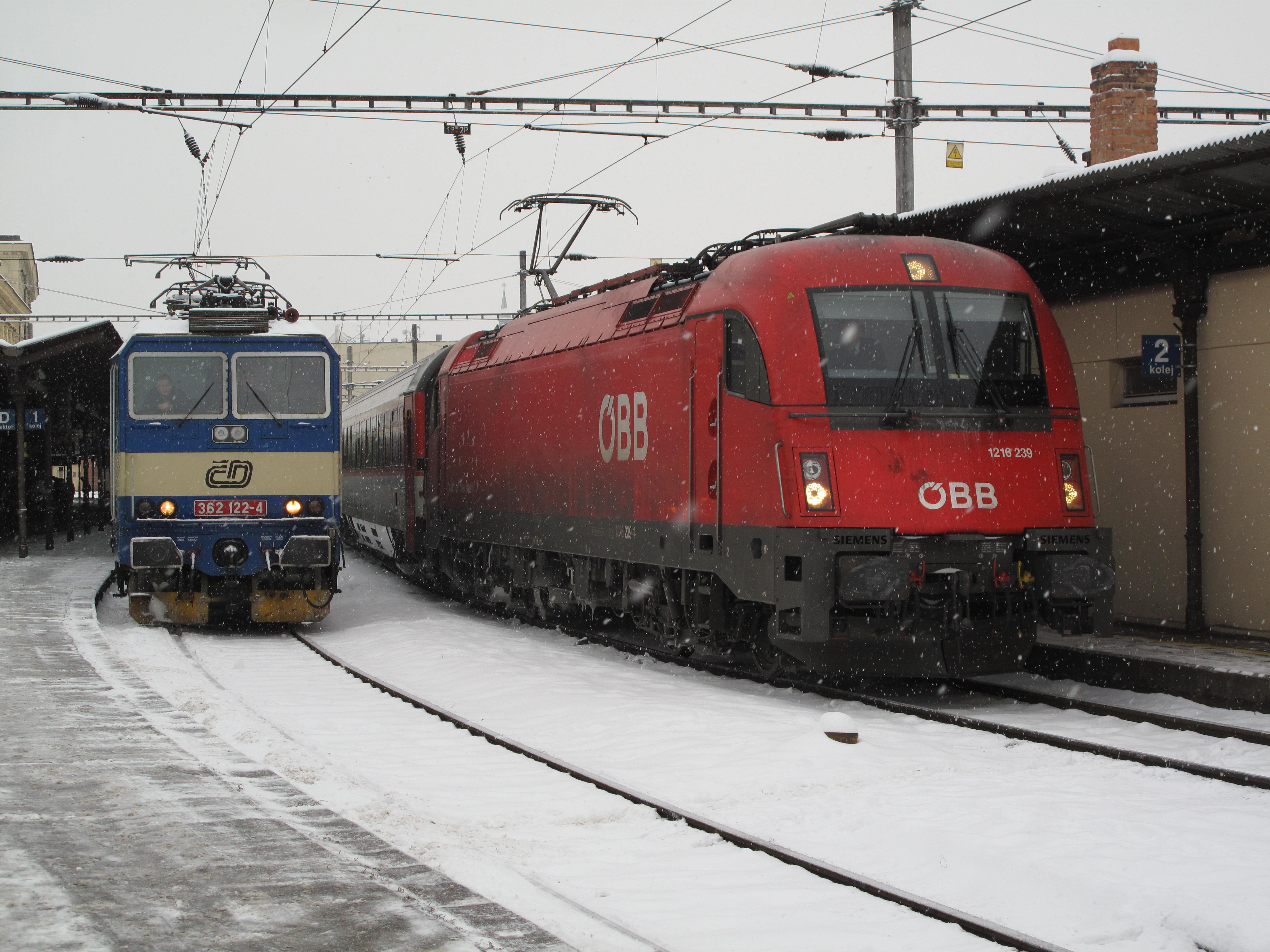
... a jako 362.122 po přestavbě
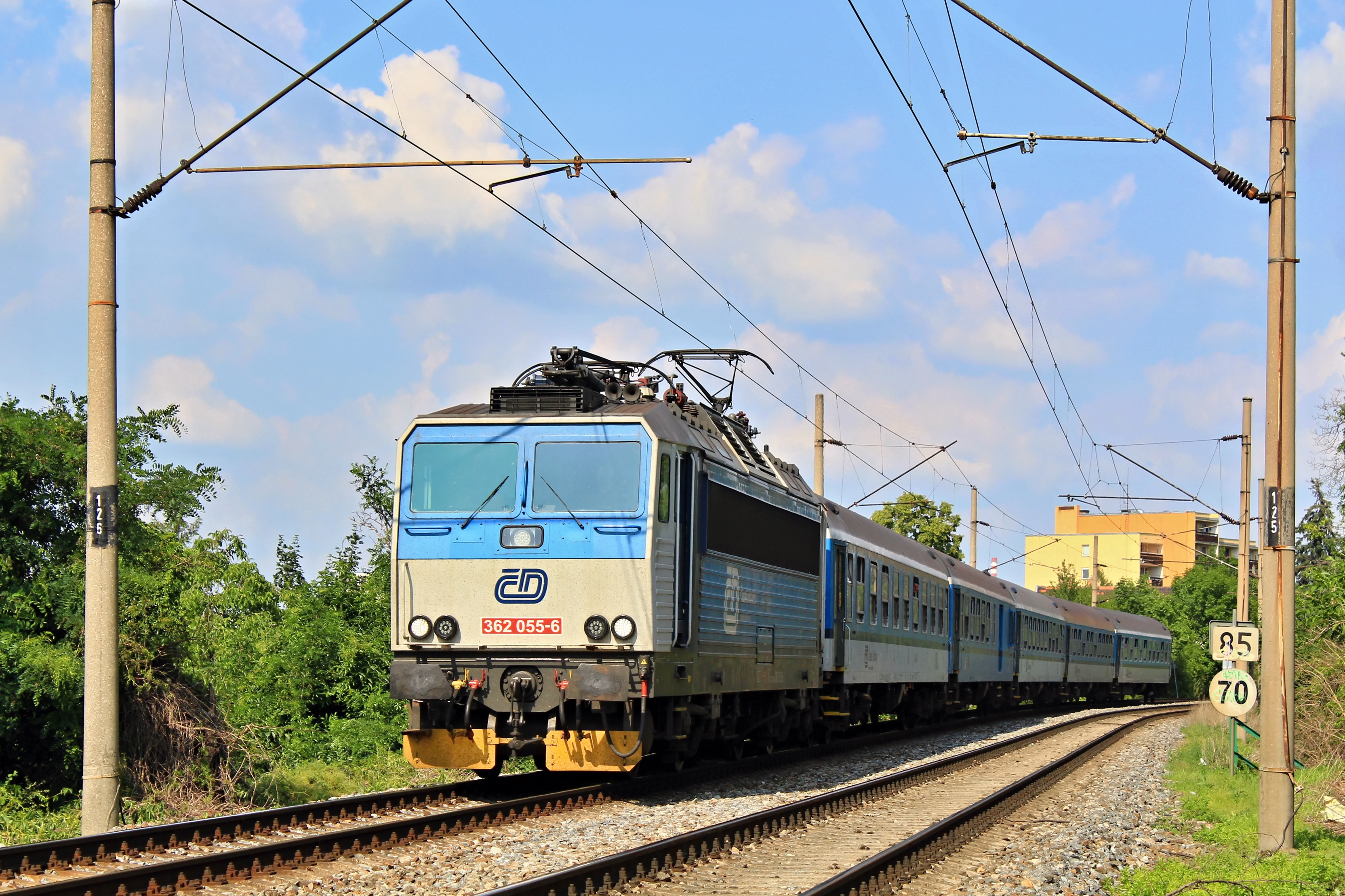
Lokomotiva 362.055 na R směr České Budějovice